# Côte de la Roche-en-Ardenne
De Côte de la Roche-en-Ardenne is een heuvel in de Ardennen, in het dal van de Ourthe. Hij is gelegen in de gemeente La Roche-en-Ardenne en gaat geheel over de N834 vanuit de Place du Bronze in zuidoostelijke richting over de Rue de Nulay en Route d'Orthe. De klim is bijna drie kilometer lang en kent een geleidelijk stijgingspercentage tussen de 5 en 6 procent.
De Côte de la Roche-en-Ardenne is vooral bekend als beklimming in de wielerklassieker Luik-Bastenaken-Luik. De beklimming ligt doorgaans op de heenweg naar Bastenaken, het keerpunt van de wedstrijd. Hij is meestal de eerste (gecategoriseerde) beklimming, gevolgd door de Côte de Saint-Roch in Houffalize.